# 葛湯
葛湯（くずゆ）とは、葛粉（または片栗粉）から作ったとろみのある飲み物である。通常、葛粉を水で溶いて砂糖を加え、鍋等で緩やかに加熱しながら透明になるまで練って作る。とろみがあるために（対流が起こりにくく、また液体が蒸発しにくくなるため）冷めにくく、体が温まり、消化にも良いため、昔から離乳食・流動食・介護食・病み上がりの食べ物として食べられてきた。

## 原料
葛湯は本葛で作るのが最高級品とされ、それに和三盆糖を混ぜたものが葛湯としても最高級品となる。しかしながら、現在葛粉と称して販売されているものの多くはジャガイモ（ジャガイモ澱粉）・サツマイモ（甘藷澱粉）からとったデンプンであり、一般家庭において作られる葛湯も葛の代用品としてデンプンやコーンスターチ（トウモロコシ澱粉）が用いられていることが多い。

## 成分と薬効
栄養成分は、葛粉による炭水化物と砂糖の糖分がほとんどである。若干のミネラル成分を含むが、ビタミンは含まれない。葛の根（葛根）そのものには、イソフラボン誘導体であるダイゼイン・ダイジン・プエラリンなどが微量含まれており、発汗・解熱・鎮痙作用などがある。初期の風邪の寒気をやわらげ、熱を取り、喉の渇きを癒したり下痢などにも効果があるといわれ、民間療法として伝統的に用いられている。また、近年では、イソフラボン誘導体が更年期障害、骨粗鬆症、糖尿病、乳癌、子宮癌、および前立腺癌の治療もしくは改善に効果があるといわれる。

## バリエーション
葛粉のみで作ると透明か半透明で砂糖の甘味を感じるだけであり、抹茶やおろした生姜などを混ぜることなどがある。生姜をおろして混ぜると手足の先を暖め深体内は冷やす効果があるため、体を温める効果を期待するのなら乾燥させて粉末にした生姜がよい（→NHK『ためしてガッテン』より）。コーヒーや柑橘類の搾り汁を入れて飲むことなども行われ、そうした様々な風味のものがインスタントものとして市販されている。あられなどをトッピングすることもある。

## 作り方
鍋を火にかけて作るほか、茶碗・カップにて直接作ることもできる。以下のように2段がまえにすると失敗が少ない。
- 茶碗に砂糖を入れて少量の湯を注いで溶かし、砂糖湯を作る（他のものを混ぜるときはこの時点で混ぜ込む）。
- 砂糖湯が冷めたら、葛粉を入れて固まらないようにかき混ぜる（ぬるま湯で砂糖を溶かした場合は冷ます必要はない）。
- そこに充分量の熱湯を注いで素早くかき混ぜ、透明になったらできあがり。分量は各自の好みによる。